# Supercopa do Brasil de 2022
A Supercopa do Brasil de 2022 (Supercopa Kia por questões de patrocínio) foi a quinta edição desse torneio, que retornou em 2020, após 27 anos sem disputa. A competição brasileira de futebol foi organizada pela Confederação Brasileira de Futebol (CBF) e disputada em um jogo único, em 20 de fevereiro de 2022, entre o Atlético Mineiro e o Flamengo.
Após empate por 2 a 2 no tempo normal e vitória na disputa de pênaltis, o Atlético-MG (treinado por Antonio Mohamed) se sagrou campeão pela primeira vez da competição, com o vice-campeonato ficando para o Flamengo.
A premiação para o campeão foi de cinco milhões de reais e para o vice-campeão, de dois milhões de reais.

## Participantes
Campeão das duas últimas edições, o Flamengo disputou a competição na condição de vice-campeão da Série A do Campeonato Brasileiro de 2021 conforme prevê o regulamento, já que o Atlético Mineiro acumulou os títulos da Série A do Campeonato Brasileiro e da Copa do Brasil na temporada anterior.
| Clube            | Cidade         | Classificação                                                                  | Participação |
| ---------------- | -------------- | ------------------------------------------------------------------------------ | ------------ |
| Atlético Mineiro | Minas Gerais   | Campeão da Copa do Brasil de 2021 e do Campeonato Brasileiro de 2021 - Série A | 1ª           |
| Flamengo         | Rio de Janeiro | Vice-campeão do Campeonato Brasileiro de 2021 - Série A                        | 4ª           |

## Local da disputa
Nas edições anteriores, após o retorno do confronto, o local da disputa foi o estádio Mané Garrincha, em Brasília.
A CBF recebeu uma proposta para que a partida fosse disputada nos Estados Unidos, no Camping World Stadium, mas em julho. O projeto pareceu atrativo para a CBF, que exploraria outros mercados com a sua marca, mas os clubes entendiam que o problema estaria relacionado às datas FIFA. As negociações continuaram no início de 2022. Em 4 de janeiro, a CBF informou que desistiu da proposta de realizar a partida nos Estados Unidos, ainda mais em junho. Isso traria impactos no Campeonato Brasileiro, mais apertado, em função da Copa do Mundo de 2022. Assim, a data estaria definida, mas o local ainda ficou em aberto.
Em 26 de janeiro, foi anunciado pela Federação de Futebol do Distrito Federal (FFDF) que o estádio Mané Garrincha, em Brasília, seria novamente a sede da disputa. Após o anúncio da FFDF, o governo do Distrito Federal, em função do aumento de casos de COVID-19, publicou um decreto proibindo a presença de público em estádios de futebol. Assim, a CBF começou a avaliar alternativas para a partida. A Arena Castelão (Fortaleza), a Arena das Dunas (Natal) e a Arena da Amazônia (Manaus) voltaram para a disputa de sediar a partida.
Em 8 de fevereiro, a CBF anunciou a Arena Pantanal, em Cuiabá, como a sede da partida.

## Regulamento
A final foi realizada em partida única e, como ocorreu um empate, a decisão foi por disputa por pênaltis.

## Partida
| 20 de fevereiro | Atlético Mineiro               | 2 – 2 (pen) | Flamengo                         | Arena Pantanal, Cuiabá                                                     |
| 15:00 (UTC−4)   | Nacho Fernández 44' · Hulk 74' | Súmula      | 55' Gabriel · 63' Bruno Henrique | Público: 32 028 Renda: R$ 3 844 100,00 Árbitro: RS Anderson Daronco (FIFA) |

| |       | Penalidades |  |
| Hulk Nacho Fernández Ademir Guilherme Arana Eduardo Vargas Guga Jair Everson Nathan Silva Mariano Godín Hulk | 8 – 7 | Lázaro Vitinho Diego David Luiz Gabriel Willian Arão João Gomes Matheuzinho Leo Pereira Fabrício Bruno Hugo Souza Vitinho |  |

|  | Atlético-MG |  | Flamengo |  |

| Bandeirinhas: SP Danilo Ricardo Simon Manis (FIFA) GO Bruno Raphael Pires (FIFA) Quarto árbitro: SC Braulio da Silva Machado (FIFA) Árbitro assistente de vídeo: RS Daniel Nobre Bins (FIFA) Árbitros assistentes de árbitro de vídeo: RS André da Silva Bitencourt RJ Sergio Correa da Silva |

## Premiação
| Supercopa do Brasil de 2022           |
| Minas Gerais                          |
| ------------------------------------- |
| ATLÉTICO MINEIRO Campeão (1.º título) |

### Craque do jogo
Hulk (Atlético Mineiro)